# Osqui Guzmán
Oscar "Osqui" Guzmán (Buenos Aires, 11 de marzo de 1971) es un actor, comediante y presentador argentino.

## Biografía
Sus padres son oriundos de Bolivia, de las ciudades de Potosí y Oruro. Desde muy chico se interesó por la actuación y estudió en el Conservatorio Nacional de Arte Dramático.
Recibió numerosos premios, entre los que se destacan un Premio Florencio Sánchez y un Premio Estrella de Mar por su papel en la obra de teatro El Bululú (creación de José María Vilches).
La Legislatura Porteña nombró a Osqui Guzmán "Personalidad Destacada de la Cultura de la Ciudad de Buenos Aires" el 3 de diciembre de 2009.

## Trabajos

### Teatro
- Sucesos Argentinos (1996)
- Los Indios estaban cabreros (1999-2000), Teatro Nacional Cervantes - Dirección: Rubén Pires
- El pasajero del barco del sol (2000), Teatro Nacional Cervantes - Dirección: Rubén Pires
- Derechos Torcidos (2005-2006), Paseo La Plaza - Dirección: Hugo Midón
- Eladia. Quiero. (2008), Teatro Maipo - Dirección: Rubén Pires
- Toc-Toc (2013), Dirección: Lia Jelin
- El Bululú (2015-2017)
- Idénticos (2016)
- La Tempestad (2018)
- El niño argentino" - Dirección: Mauricio Kartun
- Los bonobos (2020-2023)

### Cine
- El mar de Lucas (1999) - Lalo
- La fuga (2001)
- Tres pájaros (2001) - Soldado
- La puta y la ballena (2003)
- Ella o yo (cortometraje, 2005)
- La suerte está echada (2005) - Actor productora 1
- Tiempo de valientes (2005) - Ordenanza
- El torcán (2008) - Luis Cardei
- Pájaros volando (2010) - Braulio
- La revolución es un sueño eterno (2010)
- Más adelante (cortometraje, 2010) - Vasco
- Topos (2011) - Enzo
- Otros silencios (2011) - Soldado
- Kartun (el año de Salomé) (2013) - Él mismo
- Caídos del mapa (2013) - Lemos

### Televisión
- Campeones de la vida (El Trece, 1999) - Oscar
- Buenos vecinos (Telefe, 2000)
- Peor es nada (El Trece, 2001)
- Caiga quien caiga (América TV, 2001) - Presentación
- Acorraladas (Canal 9, 2002)
- 1000 millones (El Trece, 2002)
- Una para todas (Telefe, 2002)
- I Pagliacci (Canal 7, 2003)
- Malandras (Canal 9, 2003)
- Hospital público (América TV, 2003)
- Floricienta (El Trece, 2004)
- Jesús, el heredero (El Trece, 2004)
- Mar de fondo (TyC Sports, 2005)
- TVO (América TV, 2005)
- 1/2 falta (El Trece, 2005) - Oruga
- Hermanos y detectives (Telefe, 2006) - Gustavo Mansilla
- Casi ángeles (Telefe, 2007) - Arutnio Arumón
- La liga (Telefe, 2007) - Conductor
- B&B (Telefe, 2008) - Jorge Bonzai
- Atracción x4 en Dream Beach (El Trece, 2009) - Augusto
- Proyecto aluvión (Canal 9, 2011) - Hilario / Ramón
- De cuento en cuento (Pakapaka, 2012) - Julio (voz)
- Mi amor, mi amor (Telefe, 2012/2013) - Sambito / Jorgito
- Derechos torcidos, un musical. (Pakapaka, 2016) (adaptación televisiva de la obra teatral de Hugo Midón)
- El marginal (TV Pública, 2019) - Guardiacárcel Ramos
- Apache, la vida de Carlos Tévez (Netflix, 2019) - Chito Tévez
- Emocionario (Pakapaka, 2021) - Osquiman
- Maradona, sueño bendito (Amazon Prime Video, 2021) - Miguel Galíndez[2]

## Premios y nominaciones
| Año  | Premio                | Categoría                          | Trabajo nominado      | Resultado |
| ---- | --------------------- | ---------------------------------- | --------------------- | --------- |
| 2006 | Premios Martín Fierro | Labor humorística masculina        | Hermanos y detectives | Nominado  |
| 2011 | Premio Konex          | Diploma al Mérito: Actor de Teatro | Período 2001-2010     |           |